# 24671 Frankmartin
24671 Frankmartin (1989 AD7) là một tiểu hành tinh vành đai chính được phát hiện ngày 10 tháng 1 năm 1989 bởi F. Borngen ở Tautenburg.